# Hydra (Amerikaanse band)
Hydra is een Amerikaanse Southern rock-band opgericht eind jaren 60 door Spencer Kirkpatrick (gitaar), Wayne Bruce (zang/gitaar) en Steve Pace (drums). Steve Pace en Spencer Kirkpatrick speelden samen in 1968 in de band Strange Brew. Wayne Bruce speelde in de band Nickelodean en vormde eerst samen met Pace en Kirkpatrick de groep Noah Mayflower; nadien maakten zij samen deel uit van de groep Osmosis, waarna de band de naam Hydra kreeg. Na frequente wisselingen van de bassist komt Orville Davis de band op basgitaar vervoegen. De eerste jaren traden zij vooral op in de streek van Atlanta in de staat Georgia, later meer en meer in voorprogramma's van grotere en internationale concerten, doch nooit buiten de Verenigde Staten.
De band sluit een contract met Capricorn Records in 1973 en brengt hun eerste LP Hydra uit in 1974. In 1975 volgt Land of Money. Zij maken gebruik van een hoornsectie en worden bijgestaan door muzikanten als Chuck Leavell (keyboards) en Randall Bramblett, die later zijn eigen Randall Bramblett Band oprichtte. 
Ondanks de goede muzikale kwaliteit van hun 'heavy' Southern Rock, blijft commercieel succes uit en Davis verlaat de groep en bouwt een eigen country-carrière uit met op het einde een eigen debuut-CD ("Howl At The Moon" in 1996) en nadien "Barnburner" in 2005. Hij wordt op bas vervangen door Wayne Bruce en de band stapt over naar Polydor.
In 1977 wordt Rock The World uitgebracht, uiteenlopend beoordeeld als de minst goede en hun beste plaat. Eind 1977 gaat de band uit elkaar en treedt nog zelden samen op, uitgezonderd in een reeks van shows in 1997 met eerst Jimmy Cobb en later Tommy Vickery op basgitaar, ter vervanging van Davis, van wie men verkeerdelijk meedeelde dat hij overleden was.
Spencer Kirkpatrick treedt nadien nog op in albums van blues gitarist Wayne 'Bear' Sauls, en ook van Eddie Stone, Donnie McCormick en later op "Georgia Jam" van Stevie Hawkins.
Al hun vroegere LP's zijn intussen op CD uitgebracht.
In april 2005 komt de band (in zijn bezetting van 1997) opnieuw samen voor enkele concerten, waarvan de live-CD Live - After All These Years wordt uitgebracht met nummers van hun vroegere albums. De band zou toen plannen gemaakt hebben voor het uitbrengen van een album met nieuw materiaal.

## Discografie

### Studioalbums
- 1974: Hydra
- 1975: Land of Money
- 1977: Rock The World
- 2005: Hydra: Live After All These Years